# Vajta (Fejér)
Vajta est un village et une commune du comitat de Fejér en Hongrie.